# Desire Me
Desire Me ist ein US-amerikanisches Filmdrama mit Greer Garson und Robert Mitchum aus dem Jahr 1947. Als literarische Vorlage diente Leonhard Franks Novelle Karl und Anna (1927). Bei dem Film handelt es sich um eine der wenigen Großproduktionen Hollywoods, bei der kein Regisseur im Vor- und Abspann aufgeführt wird.

## Handlung
Marise Aubert sucht in Paris den Psychiater Dr. Andre Leclair auf, um ihre Eheprobleme von ihm analysieren zu lassen. Sie und ihr Mann Paul hatten sich einst sehr geliebt. Ihre Ehe droht nun jedoch zu scheitern. Dr. Leclair bittet Marise zu berichten, was zu der Entfremdung zwischen ihr und Paul geführt hat:
Paul wird im Zweiten Weltkrieg von den Nazis gefangen genommen und in ein Lager gebracht. Dort freundet er sich mit einem anderen Gefangenen namens Jean Renaud an. Diesem erzählt er ausführlich von seiner liebenswerten Frau, die in Kergat, einem Küstenort der Normandie, sehnlichst auf seine Rückkehr wartet. Als Paul und Jean eines Tages versuchen, aus dem Lager zu fliehen, wird Paul von Nazi-Wachleuten niedergeschossen. Jean hingegen gelingt die Flucht. Überzeugt, dass Paul beim Fluchtversuch ums Leben gekommen ist, reist Jean nach Kergat, um die Frau zu treffen, von der Paul so sehr geschwärmt hat.
Als Jean in dem kleinen Fischerdorf vor Marises Cottage eintrifft, zeigt sich Marise über sein Erscheinen und seine detaillierten Kenntnisse über ihr Privatleben sehr überrascht. Er erzählt ihr, dass Paul tot sei, was Marise tief erschüttert. Als Jean ihr Avancen macht, weist sie ihn zurück. Sie nimmt ihn dennoch in ihrem Haus auf, als ein heftiges Unwetter seine Abreise unmöglich macht. Tags darauf entschuldigt sich Jean für seinen Annäherungsversuch, und Marise bietet ihm an, bei ihr zu bleiben. Die aufkeimende Freundschaft zwischen ihnen entwickelt sich schon bald zu einer zarten Romanze. Jeans Hoffnung auf eine gemeinsame Zukunft schwindet jedoch, als er einen Brief von Paul findet, der wider Erwarten noch immer am Leben ist. Aus Pauls Brief geht hervor, dass er sich in einem Militärkrankenhaus der Alliierten von seinen Schusswunden erholt und in Kürze nach Hause zurückkehren wird.
Da Jean entschlossen ist, seine Beziehung zu Marise fortzusetzen, verheimlicht er ihr den Brief und versucht sie zu überreden, Kergat zu verlassen, bevor Paul heimkehrt. Anfangs sträubt sich Marise, ihr Haus aufzugeben. Sie willigt jedoch ein und bereitet ihre Abreise vor. Als Marise Vater Donnard aufsucht, trifft Paul in Kergat ein. Während er durch die Straßen läuft, wird er von einem Einwohner erkannt, der umgehend Marise über Pauls Rückkehr in Kenntnis setzt. Voller Vorfreude eilt Marise zu ihrem Cottage. Als auch Jean erfährt, dass Paul wieder zurück ist, beschafft er sich eine Waffe und eilt ebenfalls zum Cottage.
Marise und Paul fallen sich bei ihrem Wiedersehen glücklich in die Arme. Sie gesteht ihm, nach den vielen Jahren des Wartens und im Glauben, dass er tot sei, Jean näher gekommen zu sein. Daraufhin treffen Paul und sein Rivale an einer nebelverhangenen Klippe aufeinander. Jean feuert mehrere Schüsse auf seinen einstigen Kameraden ab; doch jeder Schuss verfehlt sein Ziel. Es folgt ein Kampf Mann gegen Mann am Rand der Klippen. Marise, die die Schüsse aus der Ferne hört, erreicht den Schauplatz des Geschehens in dem Moment, als Jean das Gleichgewicht verliert und in die Tiefe stürzt…
Zurück in der Gegenwart beendet Marise ihre Geschichte und erklärt Dr. Leclair, dass sie seit dieser Tragödie heftige Schuldgefühle empfinde und diese sie davon abhielten, Paul gegenüber eine gute Ehefrau zu sein. Auf Anraten ihres Psychiaters versucht Marise, die Vergangenheit auf sich beruhen zu lassen und mit Paul ein neues Leben anzufangen.

## Hintergrund
Desire Me basiert auf Leonhard Franks Novelle Karl und Anna (1927), die bereits 1928 von Joe May unter dem Titel Heimkehr verfilmt worden war. Die Dreharbeiten des Films von 1947 entpuppten sich als schwierig und langwierig. Sie begannen unter Regisseur George Cukor, der anschließend von einer Reihe weiterer Regisseure, darunter Mervyn LeRoy und Jack Conway, abgelöst wurde. Die Folge war, dass keiner der Filmemacher als offizieller Regisseur des Films genannt werden wollte. Das Hauptproblem lag darin, dass das Drehbuch der Zensur wegen mehrfach umgeschrieben werden musste, da die ursprüngliche Handlung den Ehebruch zu sehr verharmloste. Des Weiteren kamen Cukor und Hauptdarsteller Robert Mitchum nicht miteinander zurecht. Mitchum meinte später, dass er in dem Moment aufgehört habe, Hollywood ernst zu nehmen, als Greer Garson angebliche 125 Mal eine Szene wiederholen musste, bis Cukor mit ihrer Leistung zufrieden gewesen sei.
Erneute Verzögerungen der Produktion erfolgten beim Dreh einer Szene am Meer. Als eine große Welle Garson und Co-Star Richard Hart erfasste und über scharfkantige Felsen spülte, wäre Garson beinahe ertrunken. Neben blauen Flecken und Schnittwunden plagten sie fortan starke Rückenschmerzen, die mehrere Krankenhausaufenthalte und Operationen in den darauffolgenden Jahren nach sich zogen.
Für MGM war der Film mit einem Verlust von 2.440.000 Dollar eine große Enttäuschung und auch die Kritiken fielen eher schlecht aus.

## Kritiken
Variety fand, dass Greer Garsons Rolle „stets große Emotionen“ erfordere, „was keine leichte Aufgabe“ sei, doch sei die Schauspielerin „dazu fähig“. Robert Mitchum sei „als Ehemann kaum zu sehen“, mache aber „jede seiner Szenen sehenswert“. Für die New York Times war Desire Me „ein schwerfälliger, sehr konstruierter und irgendwie wenig intelligenter Film“.
Craig Butler vom All Movie Guide wies darauf hin, dass die Rückblenden dazu gedacht seien, „dramatische Spannung und Interesse zu erzeugen“, doch hätten sie sich „nach einer Weile“ abgenutzt und auch das Ende könne nicht überzeugen. Die Schauspieler seien dennoch „gut in ihren Rollen“. Der Film an sich „taumelt“ und „die Besetzung rettet ihn geradeso“. Der Filmkritiker Leonard Maltin sprach rückblickend von einer „schwachen melodramatischen Romanze“, deren „vertraute Geschichte“ einem „laschen Skript“ zugrunde liege.